# Kluczbork
Kluczbork là một thị trấn thuộc huyện Kluczborski, tỉnh Opolskie ở nam Ba Lan. Thị trấn có diện tích 12 km². Đến ngày 1 tháng 1 năm 2011, dân số của thị trấn là 25141 người và mật độ 2036 người/km².